# Листовёртка выемчатая
Листовёртка выемчатая, или листовёртка выемчатокрылая, (лат. Acleris emargana) — вид бабочек из семейства листовёрток.
Размах крыльев составляет 19—25 мм.

## Ареал и места обитания
Распространена в Западной Европе, Европейской части России, на севере Кавказа, в Закавказье, Бурятии, Читинской области, Туве, на Урале, в Южной Сибири, Амурской области, Хабаровском и Приморском краях, на южных Курильских островах, в Японии (Хоккайдо, Хонсю), на Корейском полуострове и в Китае (включая Тибет — A. e. tibetica), а также в Северной Америке (подвид A. e. blackmorei). Обитают в пойменных ивняках, нарушенных широколиственных и смешанных лесах и парках. Гусеницы встречаются с июня по июль в свёрнутых листьях некоторых видов ив, в том числе ивы Сюзева, ивы удской, ивы козьей и других, а также тополе Давида, реже ольхи японской; в Европе и Северной Америке на местных видах ив.

## Синонимы
В синонимику вида входят следующие названия:
- Pyralis emargana Fabricius, 1775
- Pyralis caudana Fabricius, 1775
- Phalaena emargana var. excavana Donovan, 1794
- Pyralis scabrana Fabricius, 1781
- Tortrix effractana Hübner, 1799
- Teras caudana var. ochracea Stephens, 1834
- Acalla emargana f. fasciana Müller-Rutz, 1927
- Rhacodia emargana f. griseana Sheldon, 1930
- Rhacodia emargana f. fuscana Sheldon, 1930
- Acalla caudana f. brunneostriana Weber, 1945